# Jubilee Stomp
Pour les articles homonymes, voir Jubilee et Stomp.
Clip vidéo
[vidéo] « Duke Ellington - Jubilee Stomp », sur YouTube
Jubilee Stomp est un standard de jazz de big band américain, composé et enregistré en 1928,, par Duke Ellington.

## Historique
Ce standard de hot jazz-style Jungle des Années folles-Roaring Twenties (années vrombissantes, ou années rugissantes) des années 1920, est composé et enregistré par Duke Ellington (1899-1974) et son big band « Washingtonians », à New York le 19 janvier 1928, à la veille du krach de 1929.

Duke Ellington et son orchestre big band jazz
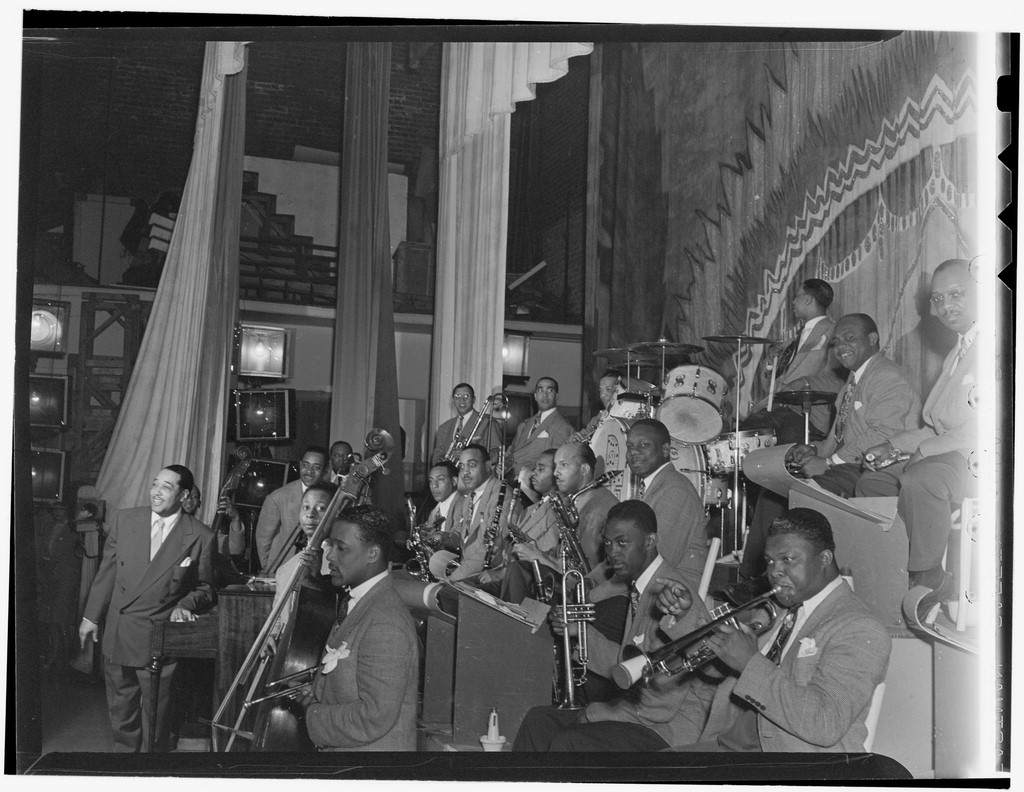
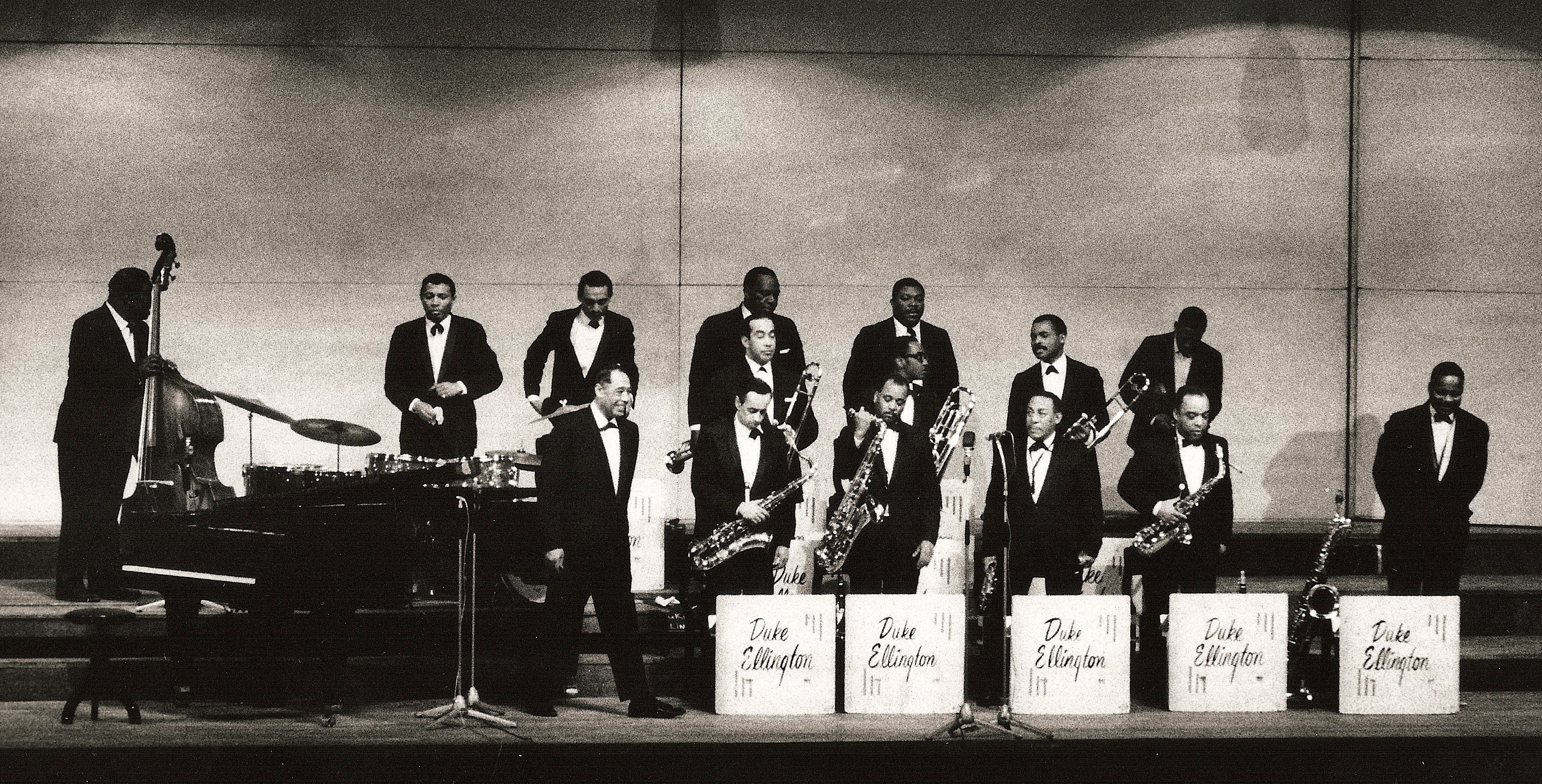

Duke Ellington débute sa longue carrière de star du jazz avec un contrat lucratif avec son agent-producteur-compositeur Irving Mills, en vedette au légendaire Cotton Club de Harlem à New York à partir de 1927, sur les radios nationales, et au cinéma avec le film musical Black and Tan de Dudley Murphy de 1929. Ce standard de l'âge d'or des big band de l'ère du jazz fait partie des premiers grands succès de sa longue carrière (avec entre autres Black and Tan Fantasy et East St. Louis Toodle-Oo de 1927, Black Beauty, Take It Easy, Hot and Bothered, Diga Diga Doo, The Mooche, et I Must Have That Man de 1928, ou It Don't Mean a Thing (If It Ain't Got That Swing) de 1931)...

## Cinéma, musique de film
- 2011 : The Artist, de Michel Hazanavicius, avec Jean Dujardin et Bérénice Bejo (liste des distinctions de The Artist).